# 狭腔芹属
狭腔芹属（学名：Stenocoelium）是伞形科下的一个属，为多年生高山草本植物。该属共有3种，分布于中亚和西伯利亚。